# 저스트뮤직
저스트뮤직(영어: Just Music)은 대한민국의 힙합 레이블이다.

## 소속 가수
- 블랙넛
- 한요한
- 고어텍스
- 그냥노창
- 진보
- 율음